# 113405 Itomori
113405 Itomori este o planetă minoră (asteroid), cu un diametru de 4,152 km, din centura de asteroizi. A fost descoperită pe 28 septembrie 2002 la Goodricke-Pigott Observatory⁠(d) de Roy A. Tucker⁠(d) și a fost numită după Itomori⁠(d). 
Obiectul prezintă o orbită caracterizată de o semiaxă mare de 2,5596123951745 UAi, o excentricitate de 0,14073230411376, o înclinație de 10,655602720889 ° în raport cu ecliptica.